# Hulikatti, Ranibennur
Hulikatti là một làng thuộc tehsil Ranibennur, huyện Haveri, bang Karnataka, Ấn Độ.